# 2013. szeptember 30-i konzisztórium
A 2013. szeptember 30-i konzisztóriumot Ferenc pápa hívta össze. Ezen a konzisztóriumon 2 boldog szenttéavatási határozatát hirdette ki.

## Szenttéavatási határozatok
- XXIII. János pápa
- II. János Pál pápa

A konzisztórium során a pápa elrendelte, hogy a két új szent 2014. április 27-én, Isteni Irgalmasság vasárnapján kerüljön fel a szentek névsorába.